# Anatolij Jermak
Anatolij Iwanowycz Jermak, ukr. Анатолій Іванович Єрмак, ros. Анатолий Иванович Ермак, Anatolij Iwanowicz Jermak (ur. 23 czerwca 1958 w Ochtyrce) – ukraiński piłkarz, grający na pozycji obrońcy, a wcześniej napastnika, trener piłkarski.

## Kariera piłkarska
Wychowanek Szkoły Sportowej w Ochtyrce. Pierwszy trener M.Dybarski. W 1982 rozpoczął karierę piłkarską w drużynie amatorskiej Naftowyk Ochtyrka. W 1983 został zaproszony do Frunzeńca Sumy, ale po roku powrócił do ochtyrskiego zespołu, który od 1986 występuje na poziomie profesjonalnym. Latem 1992 przeszedł do klubu Jawir Krasnopole, który potem zmienił nazwę na Jawir-Sumy. W 2001 po reaktywacji krasnopolskiego klubu powrócił do Jawora. W 2003 roku zakończył karierę piłkarza w drugiej drużynie Naftowyka Ochtyrka.

## Kariera trenerska
Jeszcze będąc piłkarzem rozpoczął pracę szkoleniowca. W lipcu 1999 pełnił obowiązki głównego trenera klubu Jawir-Sumy. W kwietniu 2000 ponownie stał na czele sumskiego klubu, którym tymczasowo kierował do czerwca 2000. W sierpniu 2000 po raz kolejny prowadził sumski klub, który zmienił nazwę na Spartak Sumy.

## Sukcesy i odznaczenia

### Sukcesy piłkarskie
Naftowyk Ochtyrka
- mistrz Ukraińskiej SRR wśród drużyn amatorskich: 1985
- finalista Pucharu Ukraińskiej SRR: 1990
- mistrz Ukraińskiej SRR: 1991